# Merrin Dungey
Merrin Dungey (Sacramento, California, 6 de agosto de 1971) es una actriz estadounidense de cine y televisión. Es más conocida por el rol de la villana Úrsula en la serie Once Upon a Time.

## Biografía
Aunque Dungey empezó en el ballet clásico y el baile a la edad de cuatro años y más tarde estudiase piano y se hiciera patinadora de hielo, no comenzó a actuar hasta que ella tuviera 18 años en UCLA. Su papel más importante ha sido el de Francie Calfo, compañera de piso y la mejor amiga de Sydney Bristow en la serie de televisión Alias.
Participó además en seis capítulos de la serie Malcolm in the Middle, como Kitty Kenarband, la mamá del mejor amigo de Malcolm, Stevie Kenarband; y el episodio piloto, como la profesora de Malcolm. 
También interpretó al personaje de Naomi Bennett en el episodio piloto de la serie Private Practice (un spin-off de la popular serie Grey's Anatomy), pero fue reemplazada por Audra McDonald el 29 de junio de 2007. 
Ahora interpreta a Ursula en la serie Once Upon a Time de la cadena ABC.

## Filmografía

### Cine
| Año  | Título                              | Personaje            | Notas          | Ref. |
| ---- | ----------------------------------- | -------------------- | -------------- | ---- |
| 1998 | Impacto profundo                    | Sheila Bradley       | Rol secundario |      |
| 1999 | EDtv                                | Señora Seaver        | Rol secundario |      |
| 1999 | El cielo se desploma                | Sheila               | Rol secundario |      |
| 2001 | Odessa or Bust                      | Comensal descontenta | Cortometraje   |      |
| 2002 | Scream at the Sound of the Beep     | Jill                 | Rol secundario |      |
| 2006 | Beyond                              | Debbie Sprague       | Película de TV |      |
| 2009 | Masterwork                          | Rachel West          | Película de TV |      |
| 2011 | Cuando la vida sucede               | Hester               | Rol secundario |      |
| 2014 | Los caballeros no tienen memoria    | Ángela               | Rol secundario |      |
| 2015 | Diabólico                           | Señora Dana Wallace  | Rol secundario |      |
| 2015 | 48 Hours 'til Monday                | Mary Johansson       | Película de TV |      |
| 2017 | CHIPS: Patrulla motorizada          | Joy Jackson          | Rol secundario |      |
| 2017 | Brorthered Up                       | Desiree Williams     | Película de TV |      |
| 2020 | Greenland: El día del fin del mundo | Mayor Breen          | Rol secundario |      |
| 2021 | The Madness Inside Me               | Madison Taylor       | Protagonista   |      |

### Televisión
| Año             | Título                         | Personaje                                  | Notas                                                                       | Apariciones                                                                                  | Ref.  |
| --------------- | ------------------------------ | ------------------------------------------ | --------------------------------------------------------------------------- | -------------------------------------------------------------------------------------------- | ----- |
| 2000–2001       | Malcolm el de en medio         | Kitty Kenarban                             | Invitada especial                                                           | Temporadas 1, 2, 3 y 6 (6 episodios)                                                         |       |
| 2004            | Malcolm el de en medio         | Kitty Kenarban                             | Invitada especial                                                           | Temporadas 1, 2, 3 y 6 (6 episodios)                                                         |       |
| 2001–2003, 2006 | Alias                          | Francie Calfo                              | Reparto principal (Temporadas 1 y 2) / Invitada especial (Temporadas 3 y 5) | 47 episodios                                                                                 |       |
| 2001–2003, 2006 | Alias                          | Allison Doren                              | Reparto principal (Temporadas 1 y 2) / Invitada especial (Temporadas 3 y 5) | 47 episodios                                                                                 |       |
| 2001–2003, 2006 | Alias                          | Villana secundaria                         |                                                                             | 47 episodios                                                                                 |       |
| 2004–2005       | Summerland                     | Susannah Rexford                           | Reparto principal                                                           | Temporadas 1 y 2 (26 episodios)                                                              |       |
| 2007            | Grey's Anatomy                 | Dra. Naomi Bennett                         | Invitada especial                                                           | Temporada 3 (2 episodios)                                                                    |       |
| 2012            | Revenge                        | Barbara Snow                               | Invitada especial                                                           | Temporada 1 (3 episodios)                                                                    |       |
| 2012            | Alcanzar una estrella          | Ellie Moss                                 | Reparto recurrente                                                          | 17 episodios                                                                                 |       |
| 2014            | Episodes                       | Productora del programa Esta noche         | Invitada especial                                                           | Temporada 3 (Episodio: «Episodio cuatro»)                                                    |       |
| 2014            | Trophy Wife                    | Agente Dawn Johansen                       | Invitada especial                                                           | Episodio: «The Wedding - Part One»                                                           |       |
| 2014            | Shameless                      | Enfermera                                  | Invitada especial                                                           | Temporada 4 (Episodio: «Lazarus»)                                                            |       |
| 2014            | Rizzoli & Isles                | Gwen Miller                                | Invitada especial                                                           | Temporada 5 (Episodio: «It Takes a Village»)                                                 |       |
| 2014            | CSI: Crime Scene Investigation | Twyla Owens                                | Invitada especial                                                           | Temporada 15 (Episodio: «El camino a la recuperación»)                                       |       |
| 2014–2015       | Chasing Life                   | Dra. Susan Hamburg                         | Reparto recurrente                                                          | Temporadas 1 y 2 (15 episodios)                                                              |       |
| 2014–2015       | Brooklyn Nine-Nine             | Sharon Jeffords                            | Invitada especial                                                           | Temporadas 1, 2 y 3 (5 episodios)                                                            |       |
| 2014–2015       | Érase una vez                  | Úrsula                                     | Reparto recurrente (Villana reformada)                                      | Temporada 4 (6 episodios)                                                                    | [ 1 ] |
| 2018            | Érase una vez                  | Úrsula                                     | Reparto recurrente (Villana reformada)                                      | Temporada 7 (1 episodio) (material de archivo)                                               | [ 1 ] |
| 2015            | Backstrom                      | Eleanor Deering                            | Invitada especial                                                           | Episodio: «Enemy of My Enemies»                                                              |       |
| 2016            | Con Man                        | Jess                                       | Invitada especial                                                           | Temporada 2 (Episodio: «What Goes Up...»)                                                    |       |
| 2016–2017       | Conviction                     | Maxine Bohen                               | Reparto principal                                                           | 13 episodios                                                                                 |       |
| 2017            | Eres lo peor                   | Candace                                    | Reparto recurrente                                                          | Temporada 4 (3 episodios)                                                                    |       |
| 2017–2019       | Big Little Lies                | Detective Adrienne Quinlan                 | Reparto recurrente                                                          | Temporadas 1 y 2 (10 episodios)                                                              |       |
| 2018            | The Resident                   | Claire Thorpe                              | Reparto principal                                                           | Temporada 1 (14 episodios)                                                                   |       |
| 2019            | Grace and Frankie              | Elena                                      | Invitada especial                                                           | Temporada 5 (Episodio: «The Highs»)                                                          |       |
| 2019            | The Fix                        | CJ Emerson                                 | Reparto principal                                                           | 10 episodios                                                                                 |       |
| 2020            | Star Trek: Picard              | Entrevistadora                             | Invitada especial                                                           | Temporada 1 (Episodio: «Recuerdo»)                                                           |       |
| 2020            | Un hombre, un plan             | Dra. Felicia                               | Invitada especial                                                           | Temporada 4 (2 episodios)                                                                    |       |
| 2020            | Star Trek: Lower Decks         | Primera oficial / Alférez de Solvang (voz) | Invitada especial (Temporadas 1 y 3)                                        | Episodio: «No Small Parts»                                                                   |       |
| 2022            | Star Trek: Lower Decks         | Wendy (voz)                                | Invitada especial (Temporadas 1 y 3)                                        | Episodio: «Hear All, Trust Nothing»                                                          |       |
| 2021            | Bad Vibes                      | Melinda                                    | Invitada especial                                                           | Serie web (Episodio: «Shifter»)                                                              |       |
| 2021            | American Horror Stories        | Dra. Andi Grant                            | Reparto principal                                                           | Temporada 1 (Episodios: «Rubber (Wo)man: Part One», «Rubber (Wo)man: Part Two» y «Game Over» |       |
| 2021            | Lucifer                        | Oficial Sonja Harris                       | Reparto recurrente                                                          | Temporada 6 (3 episodios)                                                                    |       |
| 2021            | Hamburguesas Bob               | Judith (voz)                               | Invitada especial (Temporadas 12 y 14)                                      | Episodio: «Driving Big Dummy»                                                                |       |
| 2023–2024       | Hamburguesas Bob               | Sra. Baker (voz)                           | Invitada especial (Temporadas 12 y 14)                                      | Episodio: «The Pickleorette»                                                                 |       |
| 2023–2024       | Hamburguesas Bob               | Mujer (voz)                                | Invitada especial (Temporadas 12 y 14)                                      | Episodio: «Wharf, Me Worry?»                                                                 |       |
| 2023–2024       | Hamburguesas Bob               | La Dama del Globo (voz)                    | Invitada especial (Temporadas 12 y 14)                                      | Episodio: «Jade in the Shade»                                                                |       |
| 2023–2024       | Hamburguesas Bob               | Cherie (voz)                               | Invitada especial (Temporadas 12 y 14)                                      | Episodio: «The Big Stieblitzki»                                                              |       |
| 2022            | El abogado del Lincoln         | Jueza Regina Turner                        |                                                                             | Temporada 1                                                                                  |       |
| 2022–2023       | Shining Vale                   | Kam                                        | Reparto principal                                                           | Temporadas 1 y 2 (16 episodios)                                                              |       |

- Datos: Q254552